# Estación de Murcia del Carmen
Murcia del Carmen, también denominada Murcia-El Carmen o simplemente Murcia, es una estación de ferrocarril situada en la ciudad española de Murcia, en la región homónima, concretamente en el barrio del Carmen del que toma el nombre. Dispone de servicios de pasajeros de Alta Velocidad, larga y media distancia, así como servicio de Cercanías, ofrecidos por Renfe.
Históricamente, la estación ha formado parte de varios ejes ferroviarios que permitían el enlace de Murcia con la Meseta, el Levante y Andalucía oriental. Esto se ha traducido en la existencia de un importante tráfico de pasajeros y mercancías. Debido a ello, la estación de Murcia del Carmen dispuso de importantes instalaciones ferroviarias, que incluían una amplia playa de vías, muelles de mercancías, depósito de locomotoras, placa giratoria, etc. En los últimos años el complejo está siendo sometido a una reforma integral para adaptarlo a la llegada de la alta velocidad y del Corredor Mediterráneo.

## Situación ferroviaria
La estación, situada a 45 metros de altitud, forma parte de los siguientes trazados:
- Línea férrea de ancho ibérico Chinchilla-Cartagena, punto kilométrico 459,9.[3]
- Línea férrea de ancho internacional Madrid-Levante, punto kilométrico 529,8.

En el caso del primer trazado el elevado kilometraje se debe a que es Madrid la que se toma como kilómetro cero de la línea y no Chinchilla. Aunque la estación se suele asociar a otras líneas férreas, como la Murcia-Águilas o la Murcia-Alicante, lo cierto es que la primera tiene como punto kilométrico cero la vecina estación de Murcia-Mercancías y la segunda parte de El Reguerón.

## Historia

### Construcción y época de MZA
La estación fue construida por la Compañía de los Ferrocarriles de Madrid a Zaragoza y Alicante (MZA) quien ya poseía la línea férrea Madrid-Alicante y veía en esta línea una prolongación natural de su red. El 24 de octubre de 1862, aprovechando que la familia real regresaba de Andalucía, la Reina Isabel II realizó un viaje inaugural entre Cartagena y Murcia con las obras sin terminar y con una estación de Murcia aún inexistente, supliendo su ausencia con un pabellón provisional que sirvió de cobijo a todas las autoridades presentes. Finalmente, el 1 de febrero de 1863 la línea entró efectivamente en funcionamiento, enlazando Murcia con Cartagena, ya que MZA consideró más rentable empezar la línea por el extremo murciano en lugar de por Albacete.
Aun así, la primera estación de Murcia también era provisional, ya que las obras del edificio definitivo que diseñó José Almazán no empezaron hasta el mes de septiembre de ese mismo año. Tras el establecimiento de la estación de ferrocarril surgieron un buen número de industrias y almacenes en sus alrededores. En 1884 se inauguró la línea Alquerías-Alicante, y en 1885 la de Alcantarilla-Lorca que sería el comienzo del ferrocarril Murcia-Granada; este trazado enlazaría posteriormente con Andalucía, lo que supuso un aumento sustancial en el tráfico de viajeros y mercancías en la estación. En 1910 se construyó una nueva marquesina metálica.

### Los años de RENFE y Adif
En 1941, con la nacionalización de la totalidad de la red ferroviaria española, la estación pasó a ser gestionada por RENFE. Durante aquellos años Murcia del Carmen coexistió con otra estación en la ciudad, la de Murcia-Zaraiche, cabecera de la línea Murcia-Caravaca. Este trazado se había inaugurado en 1933, de forma independiente a las conexiones ferroviarias tradicionales, y se mantuvo en servicio hasta su clausura en 1971. A finales de la década de 1980 los servicios de carga fueron desviados a la nueva estación de Murcia-Mercancías, levantada en la pedanía de Nonduermas.
Desde el 1 de enero de 2005, tras la división de la antigua RENFE, Adif es la titular de las instalaciones mientras que Renfe Operadora está a cargo de la explotación ferroviaria.
A finales de 2006 surgieron los primeros planes de integración de Murcia en la línea de alta velocidad Madrid-Levante. En 2009, los proyectos se concretaron en la edificación de una nueva estación con cuatro andenes subterráneos y siete vías (posteriormente se elevaría el número a ocho), que supondría la construcción de un largo túnel de casi 5 kilómetros para soterrar las vías a su paso por la ciudad. Sin embargo, a finales de 2012 la opción del soterramiento perdió fuerza debido a su coste económico y a que podría retrasar la llegada de la alta velocidad, planteándose la construcción de una estación provisional en Los Dolores para que la llegada del AVE fuera efectiva entre 2014 y 2015. En 2016 se optó por la llegada de la alta velocidad a la estación existente y en superficie. En octubre de 2017 se inició la colocación de unos muros de protección acústica para las obras, comenzando una serie de protestas que consiguieron que se aprobara la llegada soterrada de la alta velocidad.
El 19 de diciembre de 2022 se hizo el acto inaugural de la línea de alta velocidad a Murcia, y el día siguiente empezó a operar comercialmente el servicio de AVE a Madrid con 12 expediciones diarias —6 por sentido—, y un servicio de Avant entre Alicante y Murcia como refuerzo de la línea C1 con 16 expediciones —8 por sentido—.

## La estación

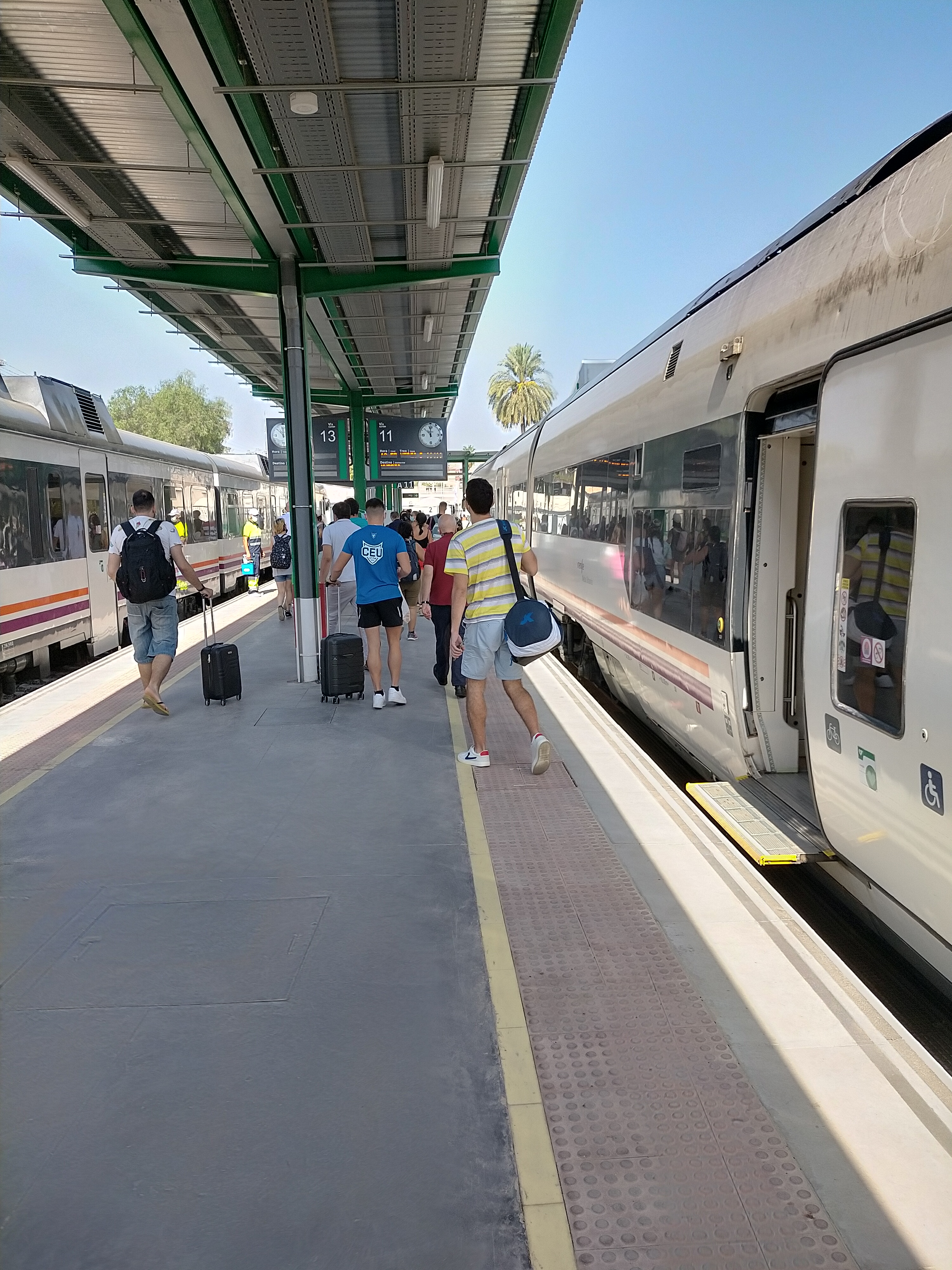
Imagen de los andenes provisionales mientras se acometen las obras de soterramiento de la playa de vías.

Está situada en el castizo barrio del Carmen al sur del centro urbano. Concebida inicialmente como estación de segunda categoría, fue finalmente retocada para dar lugar a un recinto mayor que tiene como resultado un edificio de base rectangular de dos plantas y estilo ecléctico. Aunque sobria en su conjunto, la construcción luce algunos elementos ornamentales tales como unos balcones rematados con barandillas de estilo mudéjar, o el escudo (fachada posterior) y el reloj (fachada principal) que coronan la cornisa superior entre volutas y guirnaldas. En ese mismo lugar se puede apreciar las siglas MZA en honor de la compañía. La combinación entre el ladrillo, material predominante, y los materiales usados para rematar los diferentes vanos, ángulos o cornisas dan al conjunto su aspecto polícromado.
El recinto principal de la estación cuenta con sala de espera, taquillas, máquinas expendedoras de billetes, puntos informativos, aseos, cafetería-restaurante, alquiler de coches, servicios adaptados con ascensores y un aparcamiento para vehículos.
Disponía de dos andenes, uno lateral cubierto y otro central al que accedían tres vías numeradas como vías 1, 2 y 3. Una cuarta vía, numerada como tal, circulaba en paralelo a la 3 sin acceso a andén. Finalmente, la vía 11 finalizaba en toperas, convirtiendo parte del andén lateral en andén central. Más vías recorrían las instalaciones derivando muchas de ellas a una rotonda que se utilizaba para la inversión de marcha de las locomotoras. Las instalaciones se completaban con almacenes, muelles de carga y varios edificios anexos. Actualmente hay una estación provisional con nueve vías —numeradas de la 5 a la 13— y cinco andenes; con la llegada del AVE se ha construido una estación subterránea que dispone de un único andén y 2 vías.

## Servicios ferroviarios

### Larga Distancia
Murcia cuenta con amplios servicios de larga distancia cubiertos por trenes Intercity y Alvia que permiten conexiones nacionales (Albacete, Madrid, Valencia, Castellón, Tarragona o Barcelona entre otras). También dispone de un servicio de Intercity semanal que comunica Madrid con Águilas (con parada en la estación del Carmen), usando trenes de la Serie 599 de Renfe. Tiene una frecuencia semanal, siendo el viaje de ida a Águilas los viernes y la vuelta los domingos. Desde el 20 de diciembre de 2022 también hay servicios AVE hacia Madrid directo, y pasando por Alicante, Albacete y Cuenca con 8 expediciones, 4 por sentido. También se inauguró un servicio Avant desde Murcia hasta Alicante para reforzar la línea C1, con 16 expediciones (8 por sentido). Los servicios AVE se realizan con trenes de la Serie 102 y los Avant con trenes de la Serie 104. Desde el 10 de diciembre de 2023 cuenta con servicios Avlo y desde el 4 de septiembre de 2024, se une la operadora Ouigo.

### Media Distancia
Los servicios de Media Distancia tienen como principal destino y frecuencia Cartagena (gracias a trenes Proximidad), así como Valencia y Zaragoza.

### Cercanías
Las líneas C-1 y C-2 -de Cercanías Murcia/Alicante- confluyen en la estación. La línea C-1 cuenta con trenes CIVIS a Alicante que permiten cubrir el trayecto en algo menos de hora y cuarto. Esta línea es también la que mayor frecuencia de paso tiene, con más de 20 trenes diarios en ambos sentidos. La línea C-2 adopta diferentes horarios según el destino final sea Lorca (más de 15 trenes diarios en ambos sentidos), o Águilas (3 trenes diarios en ambos sentidos excepto en verano).